# Titularbistum Misenum
Misenum (ital.: Miseno) auch Missene (Mysia) ist ein Titularbistum der römisch-katholischen Kirche. 
Der Bischofssitz befand sich in der antiken Stadt Misenum auf der gleichnamigen Halbinsel in der Kirchenregion Kampanien.
| Titularbischöfe von Misenum |                                         |                                                                                        |                  |                   |
| Nr.                         | Name                                    | Amt                                                                                    | von              | bis               |
| 1                           | Johann Christiani von Schleppegrell OSA | Weihbischof in Hildesheim (Deutschland)                                                | 7. Juni 1428     | 8. Oktober 1468   |
| 2                           | Johannes Tideln OP                      | Weihbischof in Hildesheim (Deutschland)                                                | 7. Februar 1477  | 28. Juli 1501     |
| 3                           | Ludwig von Siegen OFM                   | Weihbischof in Hildesheim (Deutschland) Weihbischof in Minden (Deutschland)            | 20. Mai 1502     | 13. Februar 1508  |
| 4                           | Balthasar Fannemann                     | Weihbischof in Münster und Hildesheim (Deutschland) Weihbischof in Mainz (Deutschland) | 26. August 1540  | 8. Oktober 1561   |
| 5                           | Leonhard Zittardus OP                   | Weihbischof in Mainz (Deutschland)                                                     | 17. März 1563    | 1569              |
| 6                           | Stephan Weber                           | Weihbischof in Mainz (Deutschland)                                                     | 28. Februar 1570 | 7. August 1622    |
| 7                           | Ambrosius Seibaeus                      | Weihbischof in Mainz (Deutschland)                                                     | 22. Mai 1623     | 20. November 1644 |
| 8                           | Berthold Nihus                          | Weihbischof in Mainz (Deutschland)                                                     | 21. April 1655   | 10. März 1657     |
| 9                           | Peter van Walenburch                    | Weihbischof in Mainz (Deutschland) Weihbischof in Köln (Deutschland)                   | 28. Januar 1658  | 21. Dezember 1675 |
| 10                          | Domingos Barata OTrin                   | Weihbischof in Evora (Portugal)                                                        | 10. Mai 1700     | 1. August 1707    |
| 11                          | Walter Andrew Foery                     | Emeritierter Bischof von Syracuse (USA)                                                | 4. August 1970   | 31. Dezember 1970 |
| 12                          | Remigio Ragonesi                        | Weihbischof in Rom (Italien)                                                           | 29. Juni 1971    | 27. Mai 1977      |
| 13                          | Mario Luigi Ciappi OP                   | Theologe des Päpstlichen Haushalts                                                     | 10. Juni 1977    | 27. Juni 1977     |
| 14                          | Gerhard Pieschl                         | Weihbischof in Limburg (Deutschland)                                                   | 24. August 1977  |                   |